# Arma de foc llarga
Una arma de foc llarga és aquella arma de foc portàtil i d'ús individual que té un canó més o menys llarg i que generalment no pot manejar-se amb una sola mà. Al si de les armes de foc individuals (o portàtils), les armes de foc llargues contrasten amb les armes de foc curtes (pistola i revòlver). En general, les armes de foc llargues estan concebudes per a ús militar. En són excepció les armes de caça llargues, entre les quals l'exemple paradigmàtic és l'escopeta.

## Estructura i funcions

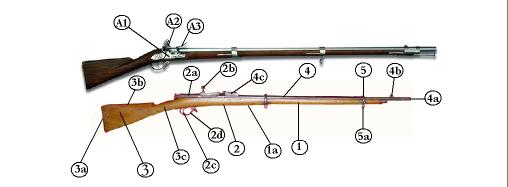
Esquema de les parts de l'arma de foc llarga.
1-3 - caixa
1 – canya
1a - empunyadura de la canya
2 – ranura
2a - recambra
2b - pany
2c - gallet
2d - guardamà
3 – culata
3a - cantonera
3b - coll o gola
3c - empunyadura de la culata
4 –canó
4a - boca del canó
4b - punt de mira
4c - alça
5 –guardafusell
5a - anella del portafusell
A -clau (d'avantcàrrega)
A1 - placa o platina
A2 - martell o cavallet (abans, serpentí)
A3 - cassoleta o fumereta

Les armes de foc llargues consten de tres grans parts o seccions: la caixa; el canó; i els sistemes de foc i de càrrega.

### Caixa
La caixa és la peça que subjecta el canó i els altres mecanismes i parts de què consta l'arma. Tradicionalment era de fusta; en l'actualitat, sovint és de material sintètic. Pot anar reforçada amb diverses peces anomenades guardafusell; i (en casos altres que la metralladora i el fusell metrallador, massa pesants) dur anelles per a fixar-hi el portafusell, corretja per a penjar l'arma a l'espatlla. Tota arma de foc llarga es caracteritza per una sèrie d'elements essencials, així com per la mena de combinació que en fa.
La caixa s'estructura en tres zones:
- anterior o canya. És l'element que subjecta el canó. La part de la canya immediata a la ranura rep el nom d'empunyadura, perquè és on s'acostuma d'empunyar l'arma.
- central o ranura. Allotja: el sistema de foc, a la part superior; el gallet, a la inferior; i la recambra, connectada amb el canó.
- posterior o culata. Serveix per a agafar l'arma i recolzar-la. El caire posterior de la culata és la cantonera. La part corbada superior, a tocar de la ranura, és el coll o la gola, on pot acomodar-se la galta en disparar; la part inferior, oposada al coll, és l'empunyadura de la culata.

### Canó
El canó és el cilindre metàl·lic per on surt disparat el projectil. L'extrem frontal, foradat, és la boca del canó. L'extrem posterior està en contacte amb la recambra. L'interior del canó és anomenat ànima, la qual pot ésser llisa o estriada; té enorme importància el tipus d'ànima amb què es dispara: la moderna ànima estriada, en imprimir un moviment giratori al projectil, el propulsa amb molta més potència que no pas la tradicional ànima llisa.
Elements per a facilitar la punteria són el punt de mira, vora la boca del canó, i l'alça, a l'altre extrem.

### Sistemes de foc, de càrrega i d'alimentació
Els sistemes de foc i de càrrega consisteixen en: 
- el sistema de foc, o sigui, la manera com es produeix la deflagració que, al seu torn, provoca el tret. El sistema de foc és situat a la ranura. N'hi ha hagut tres grans tipus successius: els sistemes de clau; el sistema de pany (i, secundàriament, el de palanca); i els actuals sistemes automàtics i semiautomàtics.
- el sistema de càrrega, o manera com es carrega l'arma (és a dir, la manera com s'hi introdueix la munició que es vol disparar). Hi ha hagut dos sistemes: avantcàrrega, o càrrega per davant, és a dir, per la boca del canó, més primitiva; i retrocàrrega, o càrrega per darrere, és a dir, per la recambra (secció allotjada a la ranura, prop de la culata, on es col·loca i, modernament, s'emmagatzema, la munició).
- el sistema d'alimentació, íntimament relacionat amb els dos anteriors: obliga a carregar bala a bala, o bé dona la possibilitat d'emprar un carregador que conté diversos projectils.
- el gallet, peça corbada, en forma de coma, allotjada a la part inferior de la ranura, no gaire lluny de la culata. És l'element que, en prémer-lo, acciona el sistema de foc. Usualment va protegir per una peça envoltant anomenada guardamà.

## Projectil i propulsor
Elements essencials per a l'ús de l'arma de foc llarga són: 
- el projectil disparat: bala esfèrica, bala en cartutx amb càrrega de propulsió incorporada...
- el tipus de propulsor emprat: pólvora negra (que causa molt de fum), pólvora blanca (molt més potent, i pràcticament sense fum)...

## Monotir i repetició
El joc entre sistema de càrrega, sistema de foc i sistema d'alimentació determina la presència o absència de repetició:
- el sistema de tir únic (propi de totes les armes d'avantcàrrega i d'algunes de retrocàrrega) obliga a introduir un nou projectil a l'arma cada cop que es vol disparar.
- el sistema de tir de repetició (sempre de retrocàrrega) permet introduir un carregador a la recambra, de manera que es pot anar disparant fins a exhaurir els projectils emmagatzemats. Hi ha tres variants:
  - en la repetició manual la recàrrega s'efectua manualment, amb el pany (fusell) o la palanca (rifle);
  - en la repetició semiautomàtica, cada tret provoca automàticament la recàrrega d'un nou cartutx a la recambra;
  - en la repetició automàtica, a més a més, l'arma no es veu limitada al tret a tret, sinó que dispara ininterrompudament mentre es tingui premut el gallet. La gran majoria d'armes de foc llargues contemporànies (com les armes de foc contemporànies en general) duen un fiador que impedeix el tret accidental.

## Tipologia
Vet aquí una classificació de les armes de foc llargues:
- avantpassats del fusell, així com armes llargues militars d'avantcàrrega altres que el fusell: arcabús, mosquet, trabuc, espingarda…
- fusell i les seves variants, tant formals (mosquetó, carrabina, rifle) com cronològiques (fusell d'avantcàrrega, fusell de repetició manual, fusell semiautomàtic, fusell automàtic);
- escopeta (d'avantcàrrega i retrocàrrega) i altres armes de caça llargues;
- armes de tir a ràfega: metralladora, fusell metrallador i subfusell;
- fusell d'assalt.

## Història

### Era de l'avantcàrrega
L'arma de foc llarga sorgí a la Xina en el segle x. S'introduí al món àrab a cavall dels segles xiii i XIV; a Europa i a Corea en el segle xiv; als mons túrquic, irànic i indostànic en el segle XV; i al Japó en el segle xvi.
L'invent arribà a Europa conjuntament amb l'artilleria el segle xiv (canó de mà), per bé que el seu ús no s'hi generalitzà fins al segle XV: amb l'arcabús (segles XV-XVII) i el mosquet (segles XVI-XVII), la guerra passà a fer-se, essencialment, amb armes de foc.
El fusell, més segur i lleuger, apareix a finals del segle xvi, mercès a la invenció de la clau de miquelet (subclasse perfeccionada de la de roda) i a l'aparició del gallet. Des del punt de vista estètic, el fusell no varià gaire al llarg dels segles. Juntament amb el fusell pròpiament dit hom usava variants seves més curtes i de menor calibre, com la carrabina i el mosquetó.
Fins a mitjan segle xix totes les armes de foc eren d'avantcàrrega. Es col·locava a la boca del canó, successivament, la pólvora i la bala, i el conjunt era atacat amb una furga fins a la recambra.
El sistema de foc es basava en l'ús de la clau, mecanisme situat a la ranura dreta i dotat d'un element mòbil (primer el serpentí, més endavant el cavallet o martell) que provocava la ignició per contacte amb un detonador connectat amb la recambra.
- En el sistema de metxa, amb clau de serpentí (segles XV-XVII), el detonador era una metxa encesa que s'acostava manualment a la pólvora. Fou el sistema de l'arcabús i del mosquet.
- A partir del fusell, el gallet permetia accionar la clau mecànicament. En el sistema de pedra foguera, amb clau de roda (segles XVII-XVIII), el serpentí provocava la detonació tot percutint sobre pedrenyera, o sílex, etc.
- En el sistema de percussió o de pistó, amb clau de fumereta (primera meitat del segle xix), el cavallet o martell percutia sobre un pistó, que calia canviar a cada tret.

Durant tota l'era de l'avantcàrrega, el projectil era una bala esfèrica i de plom. El propulsor era la pólvora negra, que provocava una fumera espectacular. L'ànima del canó era llisa; les primeres d'estriades aparegueren al llarg del segle xviii.

### Era de la retrocàrrega
A mitjan segle xix, tota una sèrie d'innovacions tecnològiques se sumen i combinen fins a donar pas a les armes de retrocàrrega, en què la munició s'introdueix directament a la recambra. Correlativament, l'avantcàrrega entra en ràpida obsolescència, ratificada encara en guerres com les de Crimea (1853-1856), de Secessió (1861-1865) i Austro-prussiana (1866).

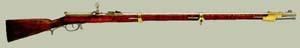
Fusell Dreyse (1848)

La segona meitat del segle xix fou l'època dels fusells de retrocàrrega de tir únic a pany, amb munició de cartutx. La retrocàrrega, en efecte, comportà l'adopció del pany en substitució de la clau. El pany permetia obrir la recambra per a introduir-hi el projectil, tancar-la per a disparar i tornar-la a obrir per a extreure el cartutx gastat i introduir-hi un nou projectil. Així mateix hi anava associat l'ús de la bala moderna, és a dir, de plom, de forma esfèrica o ogival, i muntada en cartutx. L'ànima del canó tendí a ésser estriada. Entre els fusells emblemàtics d'aquest període destaquen el prussià Dreyse (1848) i el francès Chassepot (1866).
Una altra via a la retrocàrrega l'havia engegada, prèviament, l'escopeta de caça, que es carrega tot obrint-la per la culata i fou, així, una de les primeres armes de retrocàrrega. D'altra banda, als EUA es desenvolupava un tipus peculiar de fusell, el rifle, carregat mitjançant palanca. Durant la Guerra de Secessió (1861-1865) arribaren a aparèixer rifles de repetició, fins i tot. [Per tal d'evitar malentesos, cal tenir en compte que el mot anglès rifle equival al català fusell, i no pas a l'arma que hom anomena específicament rifle en català]
El 1862, als EUA, Richard Gatling inventa la metralladora, arma semipesant que només dispara a ràfega. Perfeccionada en la dècada de 1880 (Maxim, Browning), cap al 1900 equipava tots els exèrcits del món euròpid, bé que no hi havia consciència clara de les seves potencialitats.
Al nord d'Àfrica i a tot Àsia dominaven encara els fusells de metxa; la introducció dels fusells moderns hi fou un subproducte de l'imperialisme.
El 1884, el químic francès Paul Vieille inventà la pólvora blanca o "sense fum", aviat aplicada a les armes de foc. Fou en aquest moment que la pólvora tradicional passà a denominar-se "pólvora negra"; hom la deixaria de fabricar cap al 1920.
Durant la dècada de 1890 es popularitzà el carregador intern (de cinc a deu projectils), mercès al qual sorgiren els primers fusells de repetició, en la forma concreta de fusells de repetició manual a pany: després de disparar un tret calia accionar el pany per a introduir un nou projectil a la recambra, i així fins a exhaurir el carregador. En el canvi de segle aquesta mena de fusells havia esdevingut l'arma bàsica de tots els exèrcits del món, i continuaria essent-ho fins a la fi de la Segona Guerra Mundial. Exemples paradigmàtics d'aquests fusells, tots de prestacions molt similars, són el Mauser model 1898 alemany (i tota la seva gamma internacional de variants), el Mossin-Nagant rus (1891), el Lee-Enfield britànic (1895), el Lebel M1886 francès, etc. Des d'inicis del segle xx molts d'aquests models tingueren variants reformades per a admetre carregador extern i extraïble.
La Primera Guerra Mundial fou l'edat d'or de la metralladora, dominant als camps de batalla. Endemés, durant aqueixa guerra aparegueren dos nous tipus d'arma de foc llarga:
- el subfusell (col·loquialment, però de forma impròpia, anomenat sovint "metralleta" pels civils). Arma força lleugera i manejable, molt més curta que el fusell, dispara munició de pistola, però a ràfega, com la metralladora (tot i que els subfusells actuals també poden disparar tret a tret). Els primers subfusells d'èxit foren el Beretta model 1918, italià, i el MP 18 alemany (d'Hugo Schmeisser). El subfusell fou molt desenvolupat en entreguerres, però no se'n descobrí la vàlua militar real fins al seu ús massiu a la Guerra del Chaco (1932-1935) i, encara més, a la Guerra Civil Espanyola (1936-1939). El subfusell conegué la seva edat d'or durant la Segona Guerra Mundial, en què fou emprat massivament i tingué un paper decisiu (basta evocar el mític PPX soviètic, de 1941); així com en les guerres anticolonials posteriors. Avui dia és arma de cossos de seguretat, bàsicament.
- el fusell metrallador. Disparava només a ràfega, com la metralladora, però era molt més lleuger que aquesta; així i tot, era força pesant (de vuit a deu quilos) i s'usava com a arma de posició. Desenvolupat per a cobrir les necessitats específiques de la guerra de trinxeres, en el curs de la Segona Guerra Mundial se'n confirmà la vàlua com a arma de suport a l'avenç de la infanteria, paper que conserva avui dia.

Els fusells semiautomàtics (en què el gas del tret provoca automàticament la recàrrega d'un nou projectil, sense intervenció del pany) eren coneguts des d'inicis del segle xx, però no tingueren gaire èxit, per motius pragmàtics: hi havia emmagatzemats estocs enormes de fusells de repetició manual, i estocs immensos de la munició associada. L'exèrcit dels EUA fou l'únic a entrar en la Segona Guerra Mundial equipat de sèrie amb un fusell semiautomàtic (el Garand M1, de 1936). En el decurs de la guerra n'aparegueren d'altres (sobretot a l'Alemanya nazi), però sense desplaçar els veterans fusells de repetició manual.

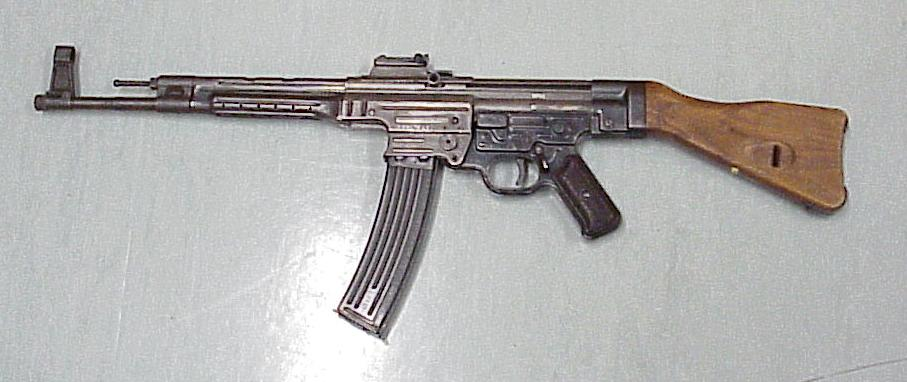
Fusell d'assalt MP 43/StG 44

A partir de mitjan segle xx, el fusell tradicional ha estat substituït pel fusell d'assalt com a arma bàsica de la infanteria. Plenament automàtic, el fusell d'assalt, mitjançant palanca selectora, pot disparar tant tret a tret com a ràfega. El fusell d'assalt usa munició de fusell i té envergadura similar a la d'aquest, però és molt més lleuger. Estèticament és similar al fusell metrallador de tipus clàssic, i representa una ruptura amb la línia tradicional del fusell. Tot i l'existència de certs precedents, es pot dir que el primer fusell d'assalt de la història, i autèntic model de tots els posteriors, fou el MP 43, també anomenat StG 44 (Hugo Schmeisser, 1943). Fusells d'assalt emblemàtics són l'AK-47 soviètic (Mikhaïl T. Kalàixnikov, 1947); la parella de bessons constituïda pel CETME espanyol (1957) i pel G3 de la República Federal d'Alemanya (1959); el FN FAL de l'OTAN (1953); i l'M16 dels Estats Units d'Amèrica (1964).